# Kānī Moshkān
Kānī Moshkān (persiska: کانی مشکان, Kānī Moshgān) är en ort i Iran.   Den ligger i provinsen Kurdistan, i den nordvästra delen av landet, 400 km väster om huvudstaden Teheran. Kānī Moshkān ligger 1 699 meter över havet och antalet invånare är 365.
Terrängen runt Kānī Moshkān är lite bergig.Runt Kānī Moshkān är det ganska tätbefolkat, med 222 invånare per kvadratkilometer. Närmaste större samhälle är Sanandaj, 11,0 km nordost om Kānī Moshkān. Trakten runt Kānī Moshkān består i huvudsak av gräsmarker.